# 利博霍瓦
利博霍瓦，是阿爾巴尼亞南部吉羅卡斯特州的一个市镇。该市镇成立于2015年地方政府改革后，由原三个市镇合并而成，原三个市镇则成为新市镇的行政分区。行政中心为利博霍瓦镇。市镇面積为248.42平方公里，2011年人口数量为3,667人，利博霍瓦镇的人口数量为1,992人。